# Вулиця Козацька (Тернопіль)
Вулиця Козацька — вулиця в мікрорайоні «Березовиця» міста Тернополя.

## Відомості
Розпочинається від вулиці Микулинецької, пролягає на схід, де і закінчується. На вулиці розташовані переважно приватні будинки.

## Установи
- Тернопільське ЛВУМГ (Козацька, 21)